# Apicia atilla
Apicia atilla är en fjärilsart som beskrevs av Druce 1892. Apicia atilla ingår i släktet Apicia och familjen mätare. Inga underarter finns listade i Catalogue of Life.